# هانی‌بی

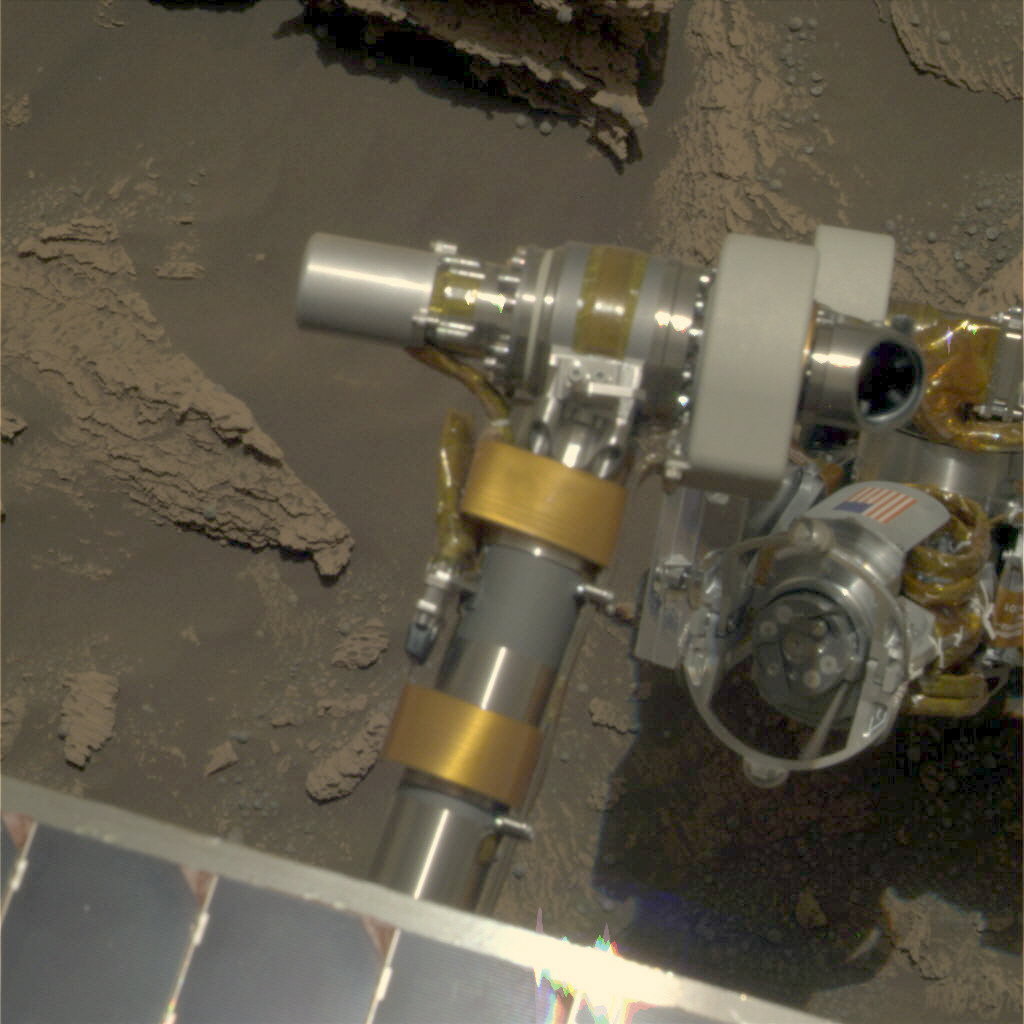
هانی بی

هانی‌بی (انگلیسی: Honeybee) شرکت هوافضای آمریکایی است، که در سال ۱۹۸۲ تأسیس شد.